# Tordenskjold (corazzata 1880)
La Tordenskjold fu una nave da difesa costiera della Kongelige Danske Marine, la Reale Marina Danese, operante dal 1880 al 1908. Il suo nome è in onore dell'ammiraglio Peter Tordenskjold.

## Progetto
La nave venne costruita nei cantieri navali di Copenaghen e fu la prima nave costruita prevalentemente in acciaio e il suo cannone principale da 350mm fu il più grosso mai usato in Scandinavia
La nave era anche dotata di due motosiluranti, le TORPEDOBAAD AF 2. KL. (NR. 4 e 5 nell'inventario della marina danese).

## Storia operativa

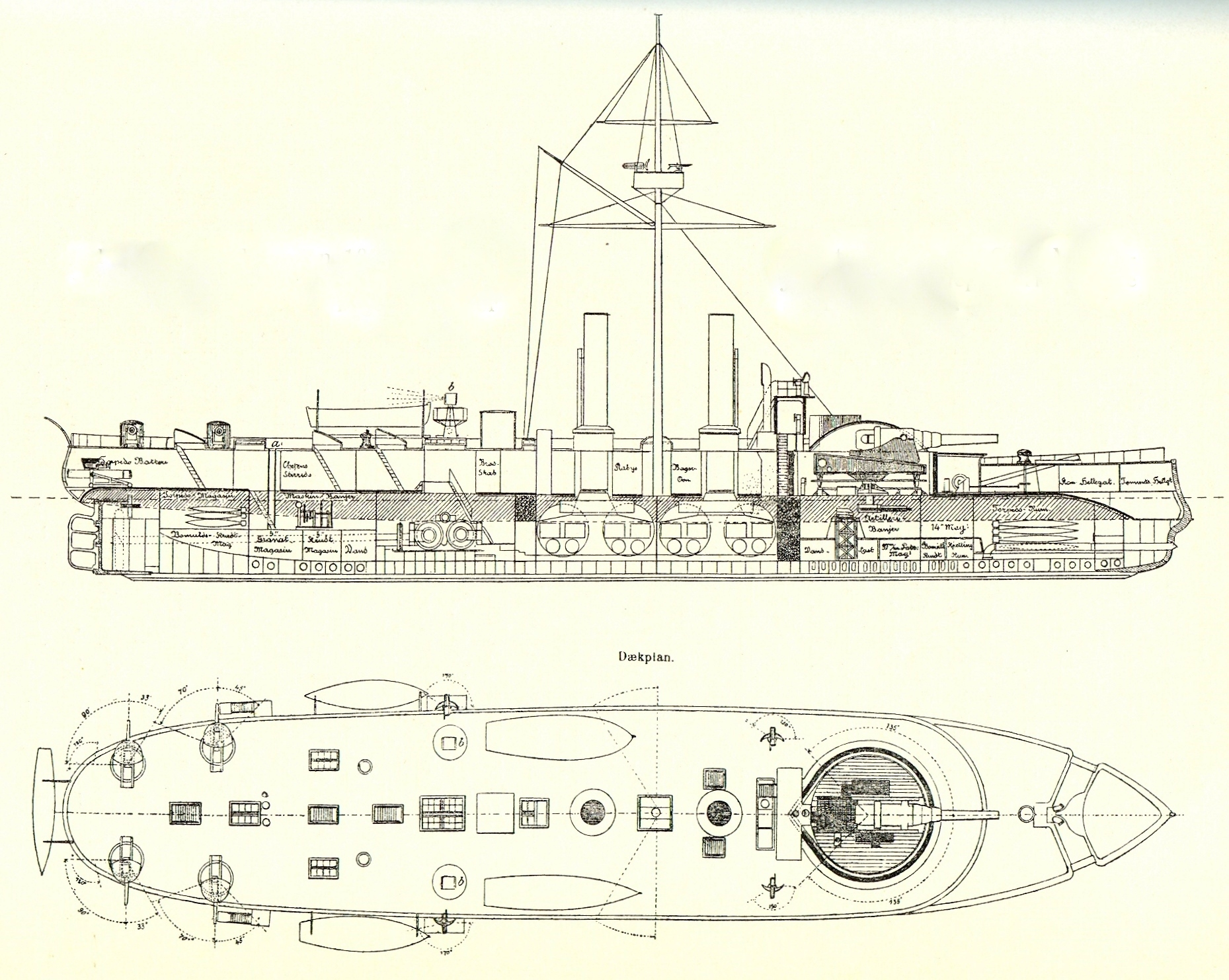
Il due viste della nave, che evidenzia il grosso cannone da 350mm ed il suo campo di azione

La nave non venne coinvolta in eventi bellici di alcun genere durante la sua quasi trentennale carriera.
Il suo armamento venne in seguito aggiornato a:
- 1 cannone da 35 cm
- 4 cannoni da 12 cm
- 2 cannoni da 37 mm
- 6 cannoni Gatling 37 mm
- 8 mitragliatrici da 8 mm
- 1 tubo lanciasiluri da 38 cm (prua)
- 3 tubi lanciasiluri da 35,5 cm
- 2 proiettori da ricerca da 60 cm